# Juan Carlos Wasmosy
Juan Carlos Wasmosy né le 15 décembre 1938 à Asuncion (Paraguay), est un ingénieur, entrepreneur et homme d'État paraguayen, président de la République du 15 août 1993 au 15 août 1998. Membre du Parti Colorado, il est le premier président civil après Alfredo Stroessner et le premier démocratiquement élu depuis 1811.

## Présidence
Il nomme, sous la pression de Washington, le général Ramón Rozas Rodriguez chef de la lutte anti-drogue. Celui-ci est assassiné par balles en octobre 1994, peu avant de présenter son rapport sur les activités illicites de hauts responsables des forces armées, du gouverneur de l'Alto Paraná Carlos Barreto Sarubbi, de l'homme d'affaires brésilien Fahd Jamil et de plusieurs agents de la DEA américaine.
En avril 1996, il démet de sa fonction de commandant en chef de l'armée de terre le général Lino Oviedo, tenant d'une ligne dure à l'intérieur du Parti colorado et ne cachant plus ses ambitions politiques. Avec le soutien d'un grand nombre d'officiers, Oviedo menace le président de lancer ses chars à l'assaut de l'ordre constitutionnel. Réfugié dans l'enceinte de l'ambassade américaine, Wasmosy négocie et lui promet de le nommer ministre de la Défense. Il revient rapidement sur sa décision devant la pression de manifestation, des États-Unis (qui menacent de suspendre l'aide militaire) et du Mercosur (qui menace d'exclure le Paraguay en cas de retour d'un régime militaire).

## Décorations
- Grand-croix de la Légion d'honneur Il est élevé à la dignité de Grand-croix le 18 décembre 1995 par le président Jacques Chirac[1].